# ペプチド固相合成法

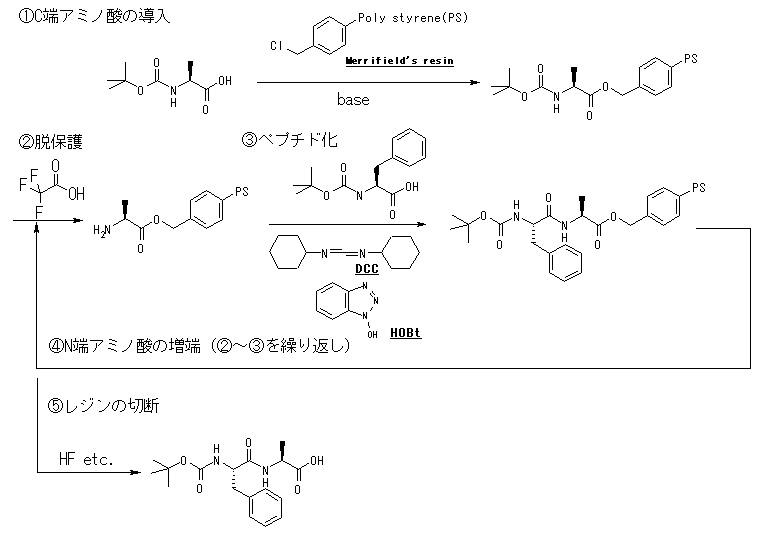
図 メリーフィールド法固相合成

ペプチド固相合成法（ペプチドこそうごうせいほう、英:Solid-phase peptide synthesis、SPPS）は研究室でペプチド及びタンパク質を化学的に合成する際に、一般的に用いられる方法のひとつ。表面をアミノ基で修飾した直径0.1mm程度のポリスチレン高分子ゲルのビーズなどを固相として用い、ここから脱水反応によって1つずつアミノ酸鎖を伸長していく。目的とするペプチドの配列が出来上がったら固相表面から切り出し、目的の物質を得る。バクテリア中で合成させることの難しいリボソームペプチドの合成や、D体や重原子置換体などの非天然アミノ酸の導入、ペプチド及びタンパク質主鎖の修飾なども可能である。
ペプチド合成法は固相合成法に先立って、液相法においてその方法論が確立された。ペプチド固相合成法はロバート・メリフィールドが研究の先駆けとなっている。例えばアミノ酸N端をカーバメートで保護するのはアミノ酸のラセミ化を防止する為であり、液相法で確立された手法である。またカルボキシル基の活性化の試薬もその大元は液相法で開発された試薬である。
固相合成法では特に、各ステップで高収率で目的物を得る事が必須である。例えば各ステップで99%の収率だった場合、26個のアミノ酸が結合したペプチドの最終的な収率は77%である。一方各ステップで95%の収率だった場合、同じものを合成したときの最終的な収率は25%である。
特に各段階の作りそこないは次の段階でも反応するのでペプチド鎖が短い多様なペプチドから目的のペプチドを精製することはきわめて困難である。液相法においては各段階でペプチド鎖を精製することでこの問題を回避するが、最終段階で担体からペプチドを切り出す固相合成法では原理的に各段階で精製することができない。このため各段階でかなりの過剰量（2~10倍）のアミノ酸を用い、またカップリングに用いるアミノ酸自体も特徴的な修飾がされることにより非常に最適化されている。また、通常は未反応のN端の存在を指示薬や機器分析で検出して、未反応のN端がなくなるまで同じアミノ酸でペプチド化を行うことで各段の収率をほぼ100%まで進行させる。
液相法ではペプチド鎖が長くなると反応点である末端が減少すること、水素結合により折りたたまれたり重積したりすることで反応点が内部に引き込まれるなどの原因により十数～数十残基より長いペプチドは合成は困難であった。液相法に比べ固相法では次の要因により反応が有利に進行する。
1. 担体を濯ぐだけで原料アミノ酸や縮合試剤を除去できるので大過剰の試薬を用いることで、反応点の減少の影響を補うことができる。
2. 高分子ゲルの中では合成中のペプチド鎖はポリスチレン鎖に隔てられることで折りたたみや重積が起こりにくくなっている。

とは言え、固相法においても70~100個を超えるペプチド鎖を合成することは困難であり、典型的なペプチド及びタンパク質はその上限を超える。このため長いペプチド鎖は、ネイティブケミカルライゲーション法を用いて、2つのペプチド鎖を結合させる事により高収率で合成される。
またペプチド合成の難しさは配列にも依存する。例えば典型的なアミロイドペプチドやアミロイドタンパク質は反復配列が多くて重積しやすく、合成が難しい。

## 合成手順
リボソーム上でのタンパク質合成とは異なり、ペプチド合成法ではC末端側からN末端側へ向かって合成が進められる。したがって、C末端アミノ酸を担体ポスチレンに固定して合成が開始される。液相法であれ固相法であれ、無保護アミノ酸を使ってペプチド合成をすることはできない。それは無保護アミノ酸が自己縮合してジケトピペラジン体になったり、オリゴマーが生成してからペプチドと反応したりするからである。ペプチド合成においては、アミノ基の保護としてFmoc基とBoc基がよく使用される。またアミド結合形成反応には、以前はHOBt（1-ヒドロキシベンゾトリアゾール）とDCC（N,N'-ジシクロヘキシルカルボジイミド）の組み合わせが使用されることが多かったが、副生成物の除去が難しいため近年ではジイソプロピルカルボジイミド（DIC）を用いることが多い。他にも数多くの優秀な縮合剤が開発されており、目的によって使い分けが可能である。
固相表面とアミノ酸との反応が終了したら、固相を溶媒でよく洗って残ったアミノ酸などを除去する。この後、固相に結合しているアミノ酸の保護基を除去（脱保護）すると、次の反応点となるアミノ基が再び固相表面に出現する。使用するアミノ酸を順次変更しながらこの手順を繰り返すことで、目指す配列をもつペプチドを精度よく合成することができる。なお、現在ではこの手順は自動化され、自動合成機が使用可能となっているが、手動での固相合成を行っている研究室も多い。
本質的に、N保護基を脱保護する条件で担体に固定しているカルボキシル基が切断されてはいけないので種々のN保護基が開発されているが、同時にカルボキシル基とポリスチレン担体を連結するLinker鎖も種々の条件でC端切断するものが開発されている。代表的な例としてはWang resinなどが挙げられる。一般にN保護基とLinkerの組み合わせでN脱保護やC端切断の条件が決定される。

## Fmoc合成法
FmocはFluorenyl-MethOxy-Carbonylの略であり、保護基である。Fmoc基をペプチド鎖から外す場合には、通常DMF / 20%ピペリジン条件が用いられる。Fmoc基は副生成物を生じるが、洗浄で除去できる。またこの洗浄液の吸光度を測定することで、反応の進行具合をモニタリングすることが可能である。
側鎖の保護基の脱保護とペプチド自体のレジンからの切り出しはトリフルオロ酢酸を温浸させる事で進行する。

## Boc合成法
Boc基（もしくはt-Boc基）はtert-Butyl Oxy Carbonylの略であり、酸性で脱離できるアミノ基の保護基である。通常トリフルオロ酢酸などが用いられる。側鎖の保護基の脱保護とペプチド自体のレジンからの切り出しはフッ化水素を温浸させる事で進行するが、フッ化水素の取り扱いには特に注意しなければならない。このため固相合成法においてBoc基を用いることは少なくなってきた。しかしながら、塩基に弱い非天然アミノ酸を用いたペプチドを合成する際にはBoc基を用いる合成戦略が必要となる。